# Christian Reich
Christian Reich (Aarau, 23 de septiembre de 1967) es un deportista suizo que compitió en bobsleigh en las modalidades doble y cuádruple.
Participó en cuatro Juegos Olímpicos de Invierno, obteniendo una medalla de plata en Salt Lake City 2002, en la prueba doble (junto con Steve Anderhub), el quinto lugar en Albertville 1992 (cuádruple), el séptimo lugar en Lillehammer 1994 (cuádruple) y el cuarto en Nagano 1998 (doble).
Ganó cuatro medallas en el Campeonato Mundial de Bobsleigh entre los años 1989 y 2001, y tres medallas en el Campeonato Europeo de Bobsleigh entre los años 1999 y 2002.

## Palmarés internacional
| Juegos Olímpicos   | Juegos Olímpicos                | Juegos Olímpicos  | Juegos Olímpicos |
| Año                | Lugar                           | Medalla           | Prueba           |
| ------------------ | ------------------------------- | ----------------- | ---------------- |
| 2002               | Salt Lake City (Estados Unidos) | Medalla de plata  | Doble            |
| Campeonato Mundial |                                 |                   |                  |
| Año                | Lugar                           | Medalla           | Prueba           |
| 1989               | Cortina d'Ampezzo (Italia)      | Medalla de plata  | Cuádruple        |
| 2000               | Altenberg (Alemania)            | Medalla de bronce | Doble            |
| 2000               | Altenberg (Alemania)            | Medalla de bronce | Cuádruple        |
| 2001               | Sankt Moritz (Suiza)            | Medalla de bronce | Cuádruple        |
| Campeonato Europeo |                                 |                   |                  |
| Año                | Lugar                           | Medalla           | Prueba           |
| 1999               | Winterberg (Alemania)           | Medalla de plata  | Doble            |
| 2001               | Königssee (Alemania)            | Medalla de plata  | Doble            |
| 2002               | Cortina d'Ampezzo (Italia)      | Medalla de oro    | Doble            |